# Эванс, Кери
Кери Эванс (англ. Ceri Evans; 2 октября 1963, Крайстчерч) — новозеландский футболист, защитник. Выступал за клубы «Нельсон Юнайтед», «Крайстчерч Юнайтед» и «Данидин Сити». За сборную Новой Зеландии дебютировал 16 октября 1980 года с Кувейтом (победа новозеландцев 5:1), а последний матч провёл 6 июня 1993 года с Австралией, которую Новая Зеландия проиграла 0:3, всего же за национальную сборную Эванс провёл 56 матчей и забил 2 мяча. В 1988 году Эванс, по совету Ричарда Хилла, бывшего партнёра по сборной, уехал учиться в Англию в Оксфорд, как родский учёный, там он учился на факультете психологии, одновременно играя за местную команду. Отучившись, Эванс стал работать в больницах Лондона, а сейчас он — судебный психиатр, работающий с опасными душевнобольными преступниками.